# Membrillal
Membrillal ist eine Ortschaft und eine Parroquia rural („ländliches Kirchspiel“) im Kanton Jipijapa der ecuadorianischen Provinz Manabí. Die Parroquia besitzt eine Fläche von 67,8 km². Die Einwohnerzahl lag im Jahr 2010 bei 1005. Die Parroquia wurde am 31. Juli 1986 eingerichtet.

## Lage
Die Parroquia Membrillal liegt in einer Savannenlandschaft an der Westflanke der Cordillera Costanera etwa 14 km von der Pazifikküste entfernt. Die höchste Erhebung bildet der im Südosten der Parroquia gelegene 832 m hohe Cerro Bravo. Der etwa 200 m hoch gelegene Ort Membrillal befindet sich 15 km nordwestlich von Jipijapa. Eine etwa 11 km lange Nebenstraße verbindet Membrillal mit der Fernstraße E482 (Jipijapa–Montecristi). Das Areal wird über den Río Bravo nach Westen zum Pazifik entwässert.
Die Parroquia Membrillal grenzt im Osten an Jipijapa, im Süden an die Parroquia Puerto Cayo sowie im Westen und im Norden an Montecristi (Kanton Montecristi).